# Chaxiraxi

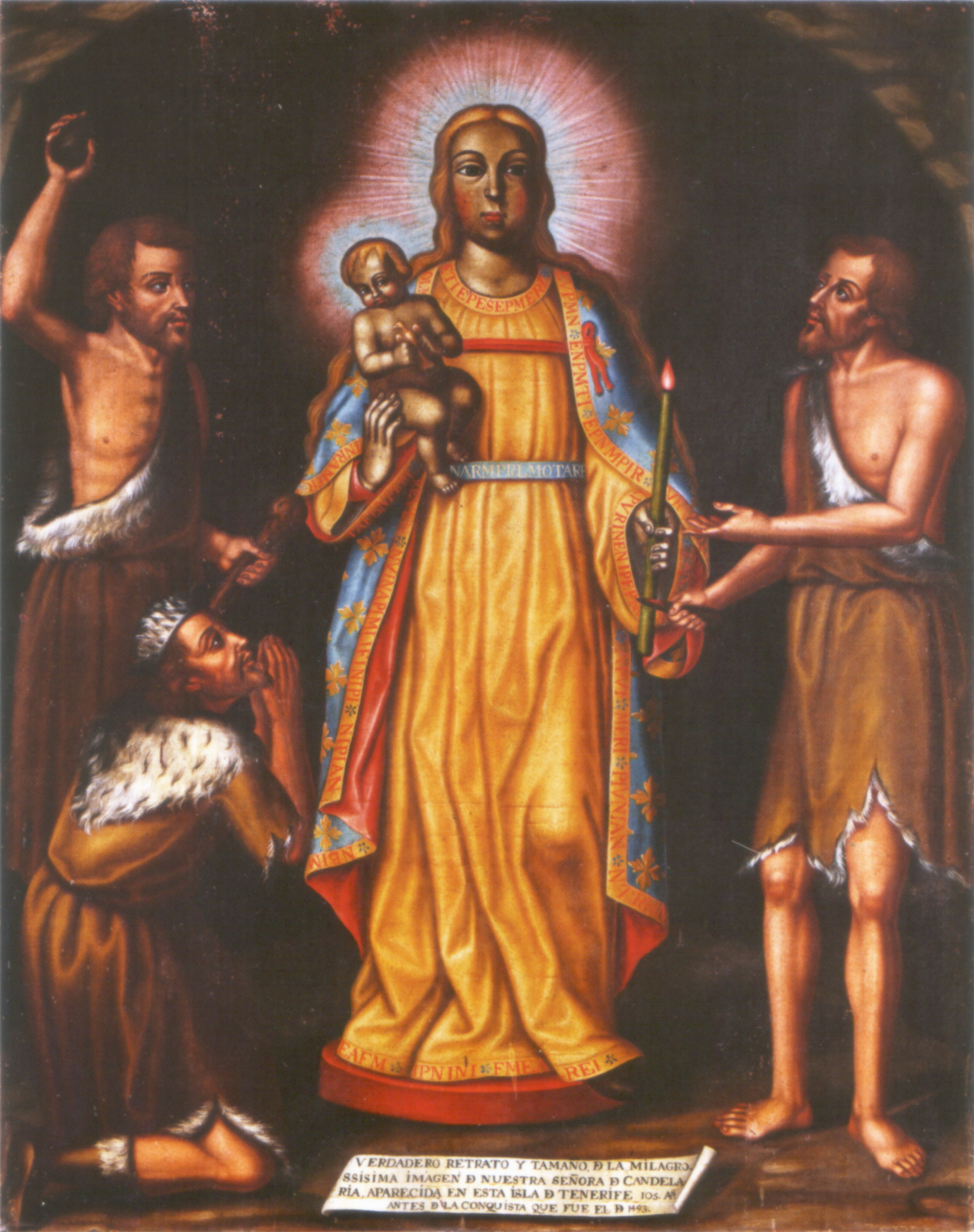
Óleo que representa a la Virgen de la Candelaria y que ha sido relacionada con la primitiva imagen adorada por los guanches antes de la conquista de la isla.

Chaxiraxi (en tamazight insular: Chaghiraghi, 'la que carga o sostiene el firmamento') era uno de los nombres por los que los guanches, primeros pobladores de la isla de Tenerife —Canarias—, denominaban a una de sus divinidades que fue sincretizada posteriormente con la imagen de la Virgen de Candelaria que habían encontrado en la isla antes de la conquista europea. Es considerada la diosa principal de la moderna religión neopagana llamada Iglesia del Pueblo Guanche.

## Etimología
El término Chaxiraxi —que también aparece en la documentación con las variantes Chaciraxi, Chijoragi, Chijoraji y Chirijoraji— es de procedencia guanche, desde una posible forma tamazight primitiva ta-ahghər-ahəghi.
También era denominada Achmayex Guayaxerax (en tamazight insular: Ach mayes Wayyaghiragh, 'he aquí la madre de él, el Espíritu que sustenta el universo').

## Mitología
Para algunos investigadores, Chaxiraxi era una divinidad femenina relacionada con la luna y la fertilidad, mientras que para otros estaría vinculada al Sol. Así, era una de las diosas principales de la mitología guanche emparentada con la diosa Juno del entorno mediterráneo-norteafricano y con el culto a la estrella Canopo.
La diosa fue relacionada por los guanches con una talla cristiana de la virgen de Candelaria (la Virgen María) que habían encontrado sobre una piedra en las playas de Güímar entre 1390 y 1401, sincretizándose más tarde su culto con el de la Virgen por mediación de misioneros cristianos.